# Amblyseius largoensis
Amblyseius largoensis är en spindeldjursart som först beskrevs av Muma 1955.  Amblyseius largoensis ingår i släktet Amblyseius och familjen Phytoseiidae. Inga underarter finns listade i Catalogue of Life.